# Fondaparinuks
Fondaparinuks (imenovan tudi fondaparin) je antikoagulantna učinkovina, ki spada med heparine z nizko molekulsko maso. Na tržišču se prodaja pod tržnim imenom Arixtra.

## Farmakodinamične lastnosti

### Farmakodinamična skupina
Fondaparinuks je indirektni reverzibilni zaviralec aktiviranega faktorja X (Xa). Gre za sintetični pentasaharid, ki je skoraj identičen naravnemu pentasaharidnemu delu heparina, ki je v telesu spojen z antitrombinom.
Na tržišču se prodaja pod tržnim imenom Arixtra.
V to skupino spada tudi analog fondaparinuksa – idraparinuks. Ima podobno kemijsko strukturo in enak mehanizem delovanja, vendar skoraj petkrat daljšo razpolovno dobo.

### Mehanizem delovanja
Antitrombotični učinek fondaparinuksa je rezultat specifičnega zaviranja faktorja Xa preko antitrombina III (antitrombin), kar normalno v telesu naredi nefrakcioniran heparin, ki se ga v terapiji nadomesti s heparini nizke molekulske mase (LMWHs).
S specifično vezavo na antitrombin in njegovo aktivacijo fondaparinuks ojača (približno 300-krat) naravno nevtralizacijo faktorja Xa z antitrombinom. Nevtralizacija faktorja Xa prekine kaskado strjevanja krvi in zavre tako tvorbo trombina (aktiviranega faktorja II) kot razvoj trombusa. Fondaparinuks ne deaktivira direktno trombina, saj so molekule LMWH-jev premajhne, da bi se hkrati vezale na encim in inhibitor, ki je pomemben za inhibicijo trombina, so pa dovolj velike za encim in inhibitor faktorja Xa.
Fondaparinuks prav tako nima učinka na trombocite.

### Terapevtski učinki
Fondaparinuks ima antitrombotični učinek, saj z indirektno inhibicijo aktiviranega faktorja X (Xa) preko antitrombina III prepreči agregacijo trombocitov in s tem tvorbo strdka.
S svojim delovanjem preprečuje srčno-žilne dogodke pri bolnikih z akutnim koronarnim sindromom vsaj tako učinkovito kot nizkomolekularni heparin enoksaparin ob pomembno manjšem tveganju za pojav krvavitev. Več raziskav je pokazalo tudi, da fondaparinuks učinkoviteje kot nizkomolekularni heparin preprečuje pojav proksimalne globoke venske tromboze.

### Neželeni učinki
Najpogosteje poročani resni neželeni učinki v zvezi s fondaparinuksom so krvavitve (različna mesta krvavitev vključno z redkimi primeri intrakranialnih oziroma intracerebralnih ali retroperitonealnih krvavitev), trombocitopenija, edem in gastrointestinalne težave.
Pri bolnikih, ki so se zdravili zaradi venske trombembolije, so najpogostejši neželeni učinki naslednji (razdeljeni po organskih sistemih):
- Bolezni krvi in limfatičnega sistema: pogoste so krvavitve (gastrointestinalne, hematurija, hematom, epistaksa, hemoptiza, krvavitve iz maternice in nožnice, hemartroza, očesne krvavitve, purpura, modrice), občasno sta se pojavili anemija in trombocitopenija, redko pa druge krvavitve (hepatične, retroperitonealne, intrakranialne/intracerebralne), trombocitemija;
- Bolezni imunskega sistema: redko se je pojavila alergijska reakcija (vključno z zelo redkimi poročili o angioedemu, anafilaktoidni/anafilaktični reakciji);
- Presnovne in prehranske motnje: redko je prišlo do zvišanja vrednosti neproteinskega dušika (sečnina, sečna kislina, aminokisline);
- Bolezni živčevja: občasno se je pojavil glavobol, redko omotica (zaradi padca tlaka);
- Bolezni prebavil: občasno so bolniki navajali navzeo, bruhanje, redko pa bolečine v trebuhu;
- Bolezni jeter, žolčnika in žolčevodov: občasno je pri bolnikih prišlo do nenormalnega delovanja jeter in/ali zvišanja jetrnih encimov;
- Bolezni kože in podkožja: redko sta se pojavila eritemski izpuščaj in srbenje;
- Splošne težave in spremembe na mestu aplikacije: občasno bolečina ali edem, redko pa je prišlo do reakcije na mestu injiciranja;

## Farmakokinetične lastnosti

### Absorpcija
Po subkutani uporabi se fondaparinuks popolno in hitro absorbira (absolutna biološka uporabnost 100 %). Po enkratni subkutani injekciji 2,5 mg fondaparinuksa mladim zdravim osebam je največja koncentracija v plazmi (povprečna Cmax = 0,34 mg/l) dosežena v 2 urah po odmerjanju. Polovična vrednost povprečne vrednosti Cmax v plazmi je dosežena v 25 minutah po odmerjanju.

### Distribucija
Volumen porazdelitve fondaparinuksa je majhen (7-11 litrov). In vitro se fondaparinuks v veliki meri in specifično veže na antitrombinski protein z deležem vezave, ki je v smislu odvisnosti od odmerka odvisna od koncentracije v plazmi (98,6 % do 97,0 % v razponu koncentracije od 0,5 do 2 mg/l). Fondaparinuks se ne veže pomembno na proteine plazme razen na antitrombin, zato ni pričakovati medsebojnega delovanja z drugimi zdravili zaradi izpodrivanja z vezavnih mest na proteinih.

### Metabolizem
Čeprav ni v celoti ovrednotena, ni dokazov za presnovo fondaparinuksa in zlasti ne za tvorbo aktivnih metabolitov. Fondaparinuks in vitro ne zavira CYP450 (CYP1A2, CYP2A6, CYP2C9, CYP2C19, CYP2D6, CYP2E1 ali CYP3A4). Zato ni pričakovati, da bi fondaparinuks medsebojno deloval z drugimi zdravili in vivo z zaviranjem metabolizma preko CYP.

### Ekskrecija
Razpolovni čas izločanja (t½) je približno 17 ur pri zdravih mladih osebah in približno 21 ur pri zdravih starejših osebah. Fondaparinuks se izloča preko ledvic, 64 – 77 % v nespremenjeni obliki.

## Farmakoterapevtska skupina
Fondaparinuks spada v skupino antitrombotikov, ki jih razdelimo v tri podskupine:
- Antikoagulanti - preprečijo strjevanje krvi (varfarin, fondaparinuks in drugi LMWH-ji, hirudin);
- Antiagregacijske učinkovine - zavrejo zlepljanje trombocitov (aspirin, klopidogrel, dipiridamol);
- Fibrinolitiki - razgradijo že nastale fibrinske strdke (streptokinaza, aktivatorji tkivnega plazminogena, npr. tenekteplaza);

## Indikacije
Fondaparinuks se uporabi v naslednjih primerih:
- Zdravljenje akutne globoke venske tromboze (DVT)
- Zdravljenje akutne pljučne embolije (PE) pri odraslih, razen pri hemodinamsko nestabilnih bolnikih ali bolnikih, pri katerih je potrebna tromboliza (fondaparinuks ne raztaplja strdkov) ali pljučna embolektomija.
- Ortopedična operacija nog – uporaba kot profilaksa.

## Kontraindikacije
Fondaparinuksa se ne sme uporabiti v naslednjih primerih:
- Preobčutljivost za zdravilno učinkovino ali katerokoli pomožno snov;
- Sveža klinično pomembna krvavitev;
- Akutni bakterijski endokarditis (pogoste so intrakranialne krvavitve in tvorba embolov);
- Huda ledvična okvara (kreatininski očistek < 30 ml/min)

## Klinično pomembna součinkovanja med zdravili

### Farmakodinamična součinkovanja
Tveganje krvavitve se poveča pri sočasni uporabi fondaparinuksa in učinkovin, ki lahko povečajo tveganje za krvavitev, vključno z antitrombotičnimi učinkovinami (npr. klopidogrel), nesteroidnimi protivnetnimi učinkovinami in učinkovinami, ki redčijo kri (npr. rivoksaban).
Pred uporabo omega-3 večkrat nenasičenih maščobnih kislin skupaj s fondaparinuksom je potrebno posvetovanje z zdravnikom. Ribje olje in drugi proizvodi, ki vsebujejo omega-3 maščobne kisline, lahko redko povečajo tveganje za krvavitve v kombinaciji z drugimi zdravili, ki lahko povzročijo krvavitev, kot je na primer fondaparinuks, saj zmanjšujejo agregacijo trombocitov.
Uporaba celekoksiba (spada med NSAID-e) skupaj s fondaparinuksom lahko poveča tveganje za nastanek gastrointestinalnih zapletov krvavitev. Če je potrebno zdravljenje s kombinacijo, je potrebna prilagoditev odmerka ali pogosteje nadzor zdravnika za varno uporabo obeh zdravil. Druga možnost je, da zdravnik dodatno predpiše zdravilo, ki zaščiti želodec.

### Farmakokinetična součinkovanja
Ob hkratni uporabi diuretikov pride do povečanega izločanja fondaparinuksa, ki se pred tem ni metaboliziral, s čimer se zmanjša njegov učinek.
V do sedaj opravljenih raziskavah niso zaznali medsebojnih farmakokinetičnih součinkovanj s fondaparinuksom, kar je bilo pričakovano z ozirom na njegove farmakokinetične lastnosti. V kliničnih študijah, opravljenih s to učinkovino, peroralni antikoagulanti (varfarin) niso medsebojno delovali s farmakokinetiko fondaparinuksa; pri 10-miligramskem odmerku, uporabljanem v študijah medsebojnega delovanja, fondaparinuks ni vplival na spremljano antikoagulantno aktivnost (INR) varfarina.
Trombocitni inhibitorji (acetilsalicilna kislina), NSAID (piroksikam) in digoksin prav tako niso medsebojno delovali s farmakokinetiko fondaparinuksa. Pri 10-miligramskem odmerku, uporabljanem v študijah medsebojnega delovanja, fondaparinuks ni vplival na čas krvavitve ob sočasnem zdravljenju z acetilsalicilno kislino ali piroksikamom, niti na farmakokinetiko digoksina v stanju dinamičnega ravnovesja.